# Weird
Weird – piosenka napisana i wyprodukowana przez Charliego Midnighta, Marca Swerskiego i Rona Entwistle'a, a nagrana dla trzeciego albumu Hilary Duff zatytułowanego Hilary Duff (2004). Singel został wydany jako radiowy w Hiszpanii w grudniu 2004; teledysk nie został nakręcony. Duff powiedziała o piosence: "Uwielbiam [ją] ... Jest naprawdę dziwna, gdy słuchasz tego bicia i słów. [Piosenka] jest o kimś, na puncie kogo ma obsesję. I wszystko co on zrobi jest jakby to [tylko] powiedział, że to zrobi. I zrobił to, co powiedział. Wszystko kręci się wokoło i wstecz. Ona nie jest do końca pewna kim on jest i co robi, ale ona to lubi."
W wydaniu Hilary Duff magazynu Life Story Magazine jej magazyn poinformował, że "Weird" miał być pierwszym singlem promującym album, ale "Fly" go zastąpił. W listopadzie 2004 Duff powiedziała, że chciała żeby "Weird" był drugim pełnym singlem z albumu, ale  "Someone’s Watching over Me" zastąpił go w Australii.